# 青森県立弘前実業高等学校藤崎校舎
青森県立弘前実業高等学校藤崎校舎（あおもりけんりつ ひろさきじつぎょうこうとうがっこう ふじさきこうしゃ）は、青森県南津軽郡藤崎町にあった公立の農業高等学校。日本で唯一のりんご科があった。
2017年（平成29年）度から募集を停止し、2019年（平成31年）3月末をもって閉校した。閉校後の2024年4月からは、町の魅力発信や住民交流の拠点「ふじさき産業文化交流施設 リンゴカ」として利活用されている。

## 設置学科
全日制課程のりんご科のみを設置（一学年40人）。

## 沿革

### 藤崎町立時代
- 1948年（昭和23年）
  - 5月15日 - 「青森県立黒石高等学校藤崎分校」（夜間定時制）の設置が認可[3]。
    - 分校の設置者は藤崎町（町立）。藤崎町立藤崎中学校（藤崎字西村井13）に併設。

  - 5月27日 - 開校式を挙行[3]。
  - 7月8日 - 授業を開始[3]。
- 1952年（昭和27年）5月1日 - 移管により「青森県立弘前中央高等学校藤崎分校」に改称[3]。なお、設置者は藤崎町のまま（町立）。
- 1957年（昭和32年）
  - 4月1日 - 青森県立弘前中央高等学校から分離し、町立の「青森県藤崎高等学校」として独立[3]。
  - 4月18日 - 独立開校式を挙行[3]。
- 1958年（昭和33年）9月20日 - 校旗を制定[3]。
- 1960年（昭和35年）12月7日 - 校歌を制定[3]。
- 1961年（昭和36年）4月1日 - 藤崎町立藤崎中学校が統合により移転したため、独立校舎となる。
- 1962年（昭和37年）4月1日 - 町立の「青森県藤崎農芸高等学校」に改称。園芸課程（男子）と被服課程（女子）に再編し、昼間定時制となる[3]。
- 1971年（昭和46年）4月1日 - 実習農場として、りんご園19,664 m2が藤崎町から移管[3]。

### 青森県立時代
- 1972年（昭和47年）
  - 4月1日 - 統合により「青森県立五所川原農林高等学校藤崎分校」に移行し、設置者を青森県に移管[3]。全日制課程りんご科（定員男女あわせて1学年80人〈2学級〉）を開設[4][3]。定時制課程園芸科と被服科の募集を停止[3]。
  - 9月21日 - 農林省園芸試験場東北支場跡（藤崎字下袋7-10）に設けた新校舎へ移転[3][5]。
- 1974年（昭和49年）
  - 3月31日 - 定時制課程を廃止[3]。
  - 4月1日 - 青森県立五所川原高等学校から分離し、「青森県立藤崎園芸高等学校」として独立[3][4]。りんご科を1学級増設[3]。
  - 6月18日 - 体育館を落成[3]。
  - 9月20日 - 独立記念式を挙行[3]。
- 1975年（昭和50年）5月9日 -  部室（29 m2）を落成[3]。
- 1976年（昭和51年）9月30日 - 駐輪場を設置[3]。
- 1977年（昭和52年）7月25日 - アーチェリー射場を設置[3]。
- 1978年（昭和53年）
  - 7月20日 - 藤崎園芸高校会館（313 m2）を落成[3]。
  - 9月9日 - 創立30周年を記念して校旗を新調[3]。
- 1980年（昭和55年）
  - 3月29日 - 鉄筋校舎棟（2,321 m2）を落成[3]。
  - 11月26日 - 農機具整備実習室、温室など8棟（1,430 m2）を落成[3]。
  - 12月1日 - 1981年入学生からりんご科の募集定員を男80人、女40人に決定[3]。
  - 12月15日 - 第2体育館を落成[3]。
- 1981年（昭和56年）
  - 1月14日 - 運動場用地として、21,542 m2分を購入[3]。
  - 3月30日 - 前庭を舗装[3]。
- 1984年（昭和59年）12月13日 - 野球場を整備[3]。
- 1988年（昭和63年）12月1日 - 1989年度の入学生から募集定員をりんご科男女あわせて40人、農業経済科（新設）男女あわせて40人に決定[3]。
- 1989年（平成元年）4月1日 - 農業経済科（1学級）を開設[3]。
- 1991年（平成3年）9月28日 - 台風19号により、りんごの落果やビニールハウスの倒壊など甚大な被害を受ける[3]。
- 1994年（平成6年）11月30日 - 順化温室（159 m2）を設置[3]。
- 1996年（平成8年）11月30日 - 第1体育館を全面改修[3]。
- 1998年（平成10年）
  - 8月31日 - 校門を改修[3]。
  - 9月19日 - 創立50周年記念式典を挙行[3]。
- 1999年（平成11年）3月29日 - 果樹冷蔵庫付き作業室（450 m2）を設置[3]。
- 2002年（平成14年）11月5日 - 管理棟・一般教室棟の大規模改修工事を実施[3]。
- 2005年（平成17年）11月4日 - 農業経済科の募集を停止。翌年度の募集定員をりんご科男女あわせて1学級40人に決定[3]。
- 2006年（平成18年）11月17日 - 第2農場（りんご園）がJGAP（日本GAP[注 1]協会）日本認証の農場となる[3]。
- 2008年（平成20年）4月1日 - 統合により、「青森県立弘前実業高等学校藤崎校舎」に改称[3][4]。りんご科1学級となる[3]。
- 2012年（平成24年）11月19日 - 青森県教育委員会が2017年度の募集停止と2018年度末の閉校を決定[6]。
- 2017年（平成29年）4月1日 -  募集を停止[6]。
- 2018年（平成30年）9月15日 - 閉校式を挙行[7]。
- 2019年（平成31年）
  - 1月21日 - 当校で誕生したりんご新品種「藤巧者」の苗木50本を藤崎町に寄贈[7][8][9]。
  - 3月3日 - 最後の卒業式を挙行。卒業生は12人[7]。黒石高校藤崎分校時代から通算して3593人の卒業生を送り出した[10]。
  - 3月31日 - 閉校[5][2]。

### 閉校後
- 2021年（令和3年）4月 - 施設活用のため、青森県から藤崎町へ無償譲渡（10年間）[2]。
- 2022年度（令和4年度） - 施設の改修および整備に着手[2]。
- 2024年（令和6年）4月23日 - 「ふじさき産業文化交流施設 リンゴカ」を開設[2][1]。

## アクセス

### 鉄道
- 東日本旅客鉄道（JR東日本）五能線 - 藤崎駅から徒歩で約30分（約1.9km）

### バス
- 弘南バス 弘前～五所川原線の「藤崎校舎前」バス停から徒歩で約7分（約650m）[注 2]

## 周辺
- 弘前大学農学生命科学部附属生物共生教育研究センター藤崎農場
- 藤崎アップル球場
- 唐糸御前史跡公園